# Швеція на літніх Олімпійських іграх 2012
Швеція була представлена на літніх Олімпійських іграх 2012, що проходили в Лондоні, командою із 134 спортсменів, які виступали в 20 видах спорту. 

## Медалісти
| Медаль | Спортсмени | Вид спорту        | Дисципліна                  | Дата      |
| ------ | --- | ----------------- | --------------------------- | --------- |
| Золото | Фредрік Лееф Макс Салмінен | Вітрильний спорт  | Зоряний                     | 5 серпня  |
| Срібло | Сара Алготссон Остголт | Кінний спорт      | триденні змагання, особисті | 31 липня  |
| Срібло | Гокан Далбі | Стрілецький спорт | подвійний трап, чоловіки    | 2 серпня  |
| Срібло | Ліза Нурден | Тріатлон          | жінки                       | 4 серпня  |
| Срібло | збірна Швеції з гандболу Кім Андерссон Маттіас Андерссон Далібор Додер Ніклас Екберг Кім Екдаль дю Рітц Маттіас Густафссон Юган Якубссон Магнус Єрнемюр Тобіас Карлссон Юнас Келлман Юнас Ларгольм Андреас Нільссон Фредрік Петерсен Юган Шестранд Маттіас Закріссон | Гандбол           | чоловіки                    | 12 серпня |
| Бронза | Расмус Мюргрен | Вітрильний спорт  | Лазер                       | 6 серпня  |
| Бронза | Юган Еурен | Боротьба          | греко-римська, 120 кг       | 6 серпня  |
| Бронза | Джиммі Лідберг | Боротьба          | греко-римська, 96 кг        | 7 серпня  |

## Академічне веслування
Чоловіки
| Спортсмени    | Дисципліна | Відбіркові заїзди | Відбіркові заїзди | Втішний заїзд | Втішний заїзд | Чвертьфінали | Чвертьфінали | Півфінали | Півфінали | Фінал   | Фінал |
| Спортсмени    | Дисципліна | Час               | Місце             | Час           | Місце         | Час          | Місце        | Час       | Місце     | Час     | Місце |
| ------------- | ---------- | ----------------- | ----------------- | ------------- | ------------- | ------------ | ------------ | --------- | --------- | ------- | ----- |
| Лассі Каронен | Одиночки   | 6:45.42           | 1                 | Н/Д           | Н/Д           | 6:57.06      | 1            | 7:19.77   | 2         | 7:04.04 | 4     |

Жінки
| Спортсмени     | Дисципліна | Відбіркові заїзди | Відбіркові заїзди | Втішний заїзд | Втішний заїзд | Чвертьфінали | Чвертьфінали | Півфінали | Півфінали | Фінал   | Фінал |
| Спортсмени     | Дисципліна | Час               | Місце             | Час           | Місце         | Час          | Місце        | Час       | Місце     | Час     | Місце |
| -------------- | ---------- | ----------------- | ----------------- | ------------- | ------------- | ------------ | ------------ | --------- | --------- | ------- | ----- |
| Фріда Свенссон | Одиночки   | 7:32.61           | 2                 | Н/Д           | Н/Д           | 7:40.64      | 3            | 7:54.52   | 5         | 7:56.42 | 10    |